# Русаново (Новосокольнический район)
Русаново — деревня в Новосокольническом районе Псковской области России. Входит в состав Пригородной волости.

## География
Расположена в 7 км к северо-востоку от города Новосокольники.

## Население
| 2001 | 2002 | 2010 |
| ---- | ---- | ---- |
| 29   | →29  | ↘19  |

Численность населения деревни по оценке на начало 2001 года составляла 29 человек.

## История
С января 1995 до апреля 2015 года деревня входила в состав ныне упразднённой Новосокольнической волости.